# شاهزاده مراد
شاهزاده مراد (بالتركية : Şehzade Murat) هو ابن السلطان سليمان القانوني بن سليم الأول بن بايزيد الثاني بن محمد الفاتح بن مراد الثاني بن محمد الأول بن بايزيد الأول بن مراد الأول بن أورخان غازي بن عثمان بن أرطغرل.
ولد من السلطان سليمان و زوجته كلفم خاتون , توفي في سن صغيرة جدا.